# Jean-Augustin-Émile Caraguel
Jean-Augustin-Émile Caraguel, né à Labruguière le 17 août 1821 et mort dans la même commune le 26 juillet 1885, est un ecclésiastique français du XIXe siècle qui a été évêque de Perpignan de 1877 à 1885.

## Biographie
Jean-Augustin Emile Caraguel est né le 17 août 1821 à Labruguière (Tarn). Après des études au petit séminaire de Castres et au grand séminaire d'Albi, il est ordonné prêtre le 20 décembre 1845 à l'âge de 24 ans. Il entre dans la maison des Missionnaires du diocèse d'Albi avant d'être nommé pro-curé de la paroisse de Labastide en 1852 et curé en 1862.
Déjà chanoine honorable du diocèse d'Albi, il en devient archiprêtre en 1872. Le 25 novembre 1877, il est sacré évêque de Perpignan dans la cathédrale Sainte-Cécile d'Albi par Étienne-Émile Ramadié, archevêque d'Albi accompagné de Pierre-Alfred Grimardias, évêque de Cahors et Joseph-Christian-Ernest Bourret, évêque de Rodez.
En tant qu'évêque, il crée un nouveau séminaire à Perpignan et consacre plusieurs nouvelles églises dans la région.
Il décède le 26 juillet 1885 dans son village natal Labruguière.

## Publications
- Le Banquet sacré, ou l'Idée d'une parfaite Carmélite, retraite annuelle de dix jours, S. Rodière, Albi, 1872 (comme éditeur scientifique).
- Oraison funèbre de Mgr Lyonnet, archevêque d'Alby, Alby, 1876.

## Armes
D'azur à un soleil d'or, chargé d'un lys au naturel tigé et feuillé de même, soutenu par un croissant versé d'argent et surmonté d'une couronne de douze étoiles du même.